# 张永海 (1978年)
张永海（1978年1月26日—），男，辽宁大连人，中国足球运动员、足球教练，是赴巴西的健力宝青年队的成员，回国后曾经入选中国国奥队，目前执教大连女足。
中国足球界还有另一个与其同名同姓的国脚张永海，2005年两人还同时效力于深圳健力宝。